# Gisela Wiesner
Gisela Wiesner (* 12. Februar 1947 in Bad Frankenhausen) ist eine deutsche Pädagogin im Bereich der Erwachsenenbildung/Beruflichen Weiterbildung und Hochschullehrerin.

## Leben
Im Jahr 1965 erlangte sie die allgemeine Hochschulreife. Im Anschluss begann sie ihr Studium für das Lehramt an der Humboldt-Universität zu Berlin, wobei sie die Fächer Chemie, Biologie, Pädagogik und Psychologie belegte. 1969 erlangte sie ihr Diplom als Lehrerin für Chemie und Biologie. Im selben Jahr begann sie ein Forschungsstudium am Institut für Hochschulbildung der Humboldt-Universität Berlin. Von 1972 bis 1977 arbeitete sie hier als Lehr- und Forschungskraft in der Hochschuldidaktik. Nebenberuflich war sie in der Erwachsenenbildung tätig. 1974 promovierte sie an der Humboldt-Universität zu Berlin (Promotion A). Im Anschluss an ihrer Promotion arbeitete sie von 1977 bis 1989 als Assistentin und Oberassistentin im Bereich Fachdidaktik Technische Chemie (Lehrerbildungs- und berufspädagogische Forschung) an der Sektion Berufspädagogik der Technischen Universität Dresden. 1986 folgte ihre Promotion B zum Dr. sc. paed. (Thema: Zur Intensivierung der unterrichtsmethodischen Ausbildung von Lehrkräften des berufstheoretischen Unterrichts technischer Richtungen; 1991 Umwandlung in Dr. paed. habil.) auf dem Gebiet der Hochschulpädagogik an der TU Dresden. Von 1989 bis 1994 arbeitet sie hier als Hochschuldozentin für Berufliche Erwachsenenbildung am Institut für Grundlagen der Berufspädagogik. 1994 erfolgte die Ernennung zur Professorin für Erwachsenenbildung/Berufliche Weiterbildung einschließlich beruflicher Bildung und Weiterbildung in Entwicklungsländern am Institut für Berufspädagogik an der Fakultät Erziehungswissenschaften der TU Dresden. Bis 2014 war sie Inhaberin dieser Professur. Seit April 2014 befindet sie sich formal im Ruhestand. Sie unterstützt die Fakultät Erziehungswissenschaften, den Verein „Qualität in Bildung und Beratung“ – QuiBB e.V. sowie das Projekt QESplus weiterhin beratend.

## Publikationen (Auswahl)

### Monografien
- Heilpädagogische Vorschulförderung in der Praxis. Wahrnehmungsentwicklung und ihre Bedeutung für das vorschulische Lernen, Dortmund 2022, ISBN 978-3-8080-0911-6.
- mit Ralph Egler: Qualitätsmanagementsysteme in der Weiterbildung – Pflicht oder Verpflichtung?, Ulm 2015, ISBN 978-3-86281-077-2.
- Zur Intensivierung der unterrichtsmethodischen Ausbildung von Lehrkräften des berufstheoretischen Unterrichts technischer Richtungen, Dresden 1986.

### Herausgeberschaft (Auswahl)
- mit Ralph Egler, Katharina Heidrich, Katharina Schenk (Hrsg.): Organisationsentwicklung mit QESplus (2017). partizipatives Führen in Weiterbildungseinrichtungen, Ulm 2018, ISBN 978-3-86281-122-9.
- mit Elke Gruber (Hrsg.): Erwachsenenpädagogische Kompetenzen stärken. Kompetenzbilanzierung für Weiterbildner/-innen. Bielefeld 2012, ISBN 978-3-7639-4908-3.
- mit Andrä Wolter, Claudia Koepernik (Hrsg.): Der lernende Mensch in der Wissensgesellschaft. Perspektiven lebenslangen Lernens. Weinheim, München 2010, ISBN 978-3-7799-1322-1.
- mit Inga Börjesson: Empirische Forschung und Theoriebildung in der Erwachsenenbildung: vom 21. bis 23. September 2006 an der Justus-Liebig-Universität in Gießen, Gießen 2006, ISBN 978-3-8340-0292-1.
- mit Hermann Forneck, Christine Zeuner: Teilhabe an der Erwachsenenbildung und gesellschaftliche Modernisierung, Baltmannsweiler 2006, ISBN 978-3-8340-0114-6.
- mit Andrä Wolter: Die lernende Gesellschaft : Lernkulturen und Kompetenzentwicklung in der Wissensgesellschaft. Weinheim, München 2005, ISBN 978-3-7799-1316-0.